# Arft
Arft település Németországban, Rajna-vidék-Pfalz tartományban. Lakosainak száma 242 fő (2023. december 31.).

## Népesség
A település népességének változása:
| Lakosok száma | 281  | 269  | 246  | 258  | 245  | 247  | 242  |
|               | 1975 | 2014 | 2017 | 2019 | 2021 | 2022 | 2023 |